# Stein (Ricarda Huch)

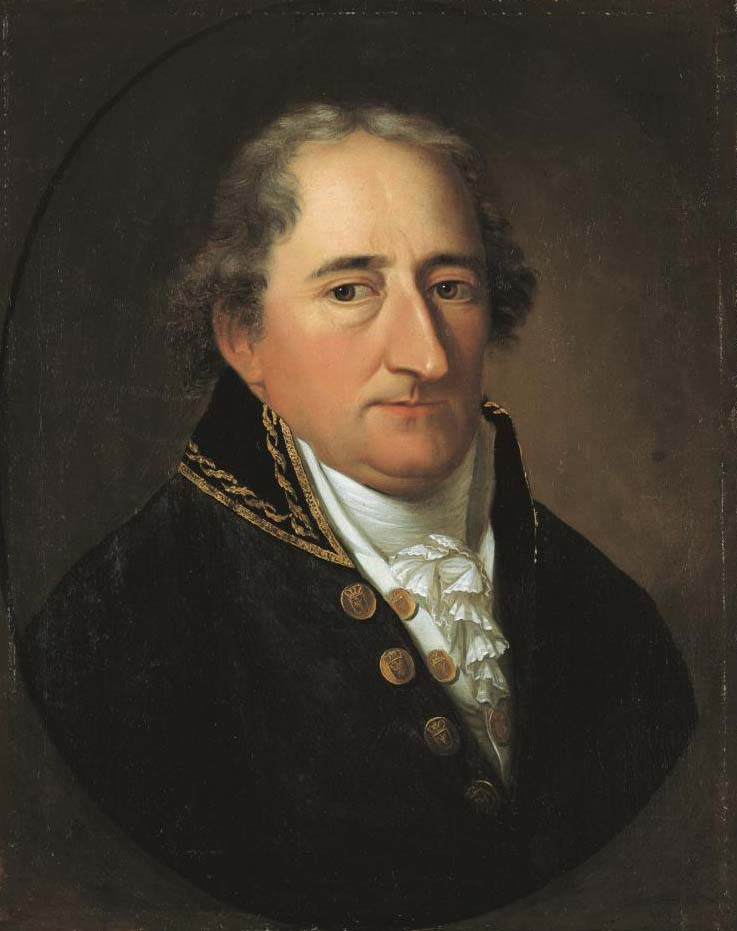
Johann Christoph Rincklake (1804):
Freiherr vom Stein

Stein ist eine Studie, die Ricarda Huch in ihren Münchner Jahren über den preußischen Verwaltungsreformer Karl Reichsfreiherr vom Stein schrieb. Der Aufsatz erschien 1925 bei Karl König in Wien.
Stein – 1757 in Nassau geboren und 1831 in Cappenberg gestorben – unterliegt im Kampf gegen seine Feinde, die beiden Zerstörer des  Heiligen Römischen Reiches Deutscher Nation; also in erster Linie gegen die deutschen Territorialfürsten und dann auch gegen Napoleon. Zwar bedeutet Stein die Französische Revolution nicht viel, doch sie erweist sich als die eigentliche Ursache für sein wechselvolles Leben.

## Inhalt
1. Grundlagen und Anfänge
Das Geschehen dreht sich in diesem Essay hauptsächlich um die Französische Revolution und deren Spätfolgen für Deutschland – Stichwort: Napoleon. Aber weil der Reichsgedanke im Text eine tragende Rolle spielt, beginnt Ricarda Huch mit einem leitmotivischen Bilde vom Sieg des Partikularismus über den Zentralismus. Anno 1523 – die Fürsten von Hessen, Trier und der Pfalz umstehend triumphierend das Sterbebett des Reichsritters Franz von Sickingen.
Nach diesem Kurzausflug in die Zeit der Reformation und der Bauernkriege wird Steins Lebensweg abgeschritten. Der adelige Stein, „ein geborener Herrscher“, wird nicht Offizier, sondern studiert Jura und sieht sich dann in Sachen Verwaltung des Deutschen Reiches in Regensburg und Wetzlar um. Auf seinen Reisen lernt er darauf den mecklenburgischen Edelmann, der seine Bauern legt, verachten. Überhaupt gilt Steins Sympathie unter den Reichsständen keinesfalls den Herren, sondern den Bauern und den mittleren Bürgern. Trotzdem tut er es weder den Ahlefeld noch den Rantzau nach – Stein befreit seine Bauern nicht. Ricarda Huch schreibt: „Von einem armen Adel wollte er nichts wissen.“ Ab 1784 obliegt dem noch ledigen preußischen Beamten in Wetter (Ruhr) als Bergamtsdirektor die Überwachung der Industriebetriebe in der Grafschaft Mark.
2. Der preußische Minister
Rheinbundfürsten biedern sich bei Napoleon an, weil sie auf Libertät hoffen. Blücher nimmt Münster für Preußen in Besitz. In seinem Gefolge zieht Stein im September 1802 dort auf dem Schloss als neuer Herr ein. Preußen mit seinem Ausdehnungstrieb zieht Stein an, obwohl ihn manche Charaktereigenschaft des Königs abstößt – seine Winkelzüge, seine Vorliebe für Mehrdeutigkeiten und mancher Wortbruch. Zwar hat auch Friedrich Wilhelm III. nicht viel für Stein übrig, trotzdem macht er ihn 1804 zum Nachfolger des verstorbenen Struensee. Nach dem Fiasko von Jena und Auerstedt entlässt der König „einen widerspenstigen, trotzigen, hartnäckigen und ungehorsamen Staatsdiener“ Stein. Napoleon, der Geld braucht und Stein für einen Franzosenfreund hält, drängt den König zur erneuten Berufung des Entlassenen. Friedrich Wilhelm III. gibt nach. Ricarda Huch schreibt in dem Zusammenhang über den preußischen Reformer Stein: „Nur der vollständige Zusammenbruch Preußens vor dem äußeren Feind gab den Reformatoren die Möglichkeit, ihre Ideen zu verwirklichen.“ Manches Steinsche Vorhaben – wie zum Beispiel die Landgemeindeordnung – stößt im Osten Preußens auf den Widerstand des verdorbenen, habgierigen, eigennützigen, starrsinnigen, unfähigen und nur auf das eigene Wohlergehen bedachten Landadels. Schlesische Bauern sehnen die Franzosen herbei, weil sie Spießruten laufen müssen. Besonders Steins Oktoberedikt ist dem Adel ein Dorn im Auge.
3. Der Verbannte
In einem Brief, der den Franzosen in die Hand fällt, gibt sich Stein als Franzosenhasser zu erkennen. Darauf fällt der undiplomatische Schreiber mit Napoleons Madrider Dekret vom 16. Dezember 1808 in Acht und Bann und flieht vor der drohenden Erschießung nach Österreich. Im Lande des Kaisers von Österreich und Metternichs steht der „Revolutionär“ unter Polizeiaufsicht. Zum Beispiel in Prag ist ihm der Aufenthalt erlaubt. Varnhagen trifft ihn dort. Stein drängt den preußischen König zu einem Bündnis mit Russland. Friedrich Wilhelm III. schließt sich Napoleon zur Heeresfolge gegen den Zaren an. In Österreich kann Stein nicht bleiben. Amerika ist zwar das Land seiner Träume, doch der Familie wegen nimmt er eine Einladung des Zaren an.
4. Der Lenker des Zaren
Stein will den „weichen und schwachen“ Alexander I. starkmachen im Kampf gegen Napoleon. Preußen muss nach Steins Ansicht in diesen Krieg hineingezogen werden, damit Deutschland befreit werden kann. Von einem Krieg des deutschen Volkes gegen Napoleon, wie er Stein vorschwebt, wollen die vor den Franzosen nach Russland geflüchteten deutschen Militärs nichts wissen. Deshalb schlägt Stein dem Zaren vor, er solle sich zunächst mit England und Österreich gegen Napoleon verbünden und Preußen solle schließlich in die Auseinandersetzungen hineingerissen werden.
Beinahe so kommt es schließlich. 1813 kehrt Stein mit Arndt nach Königsberg zurück. York kann nicht anders – er schließt sich der russischen Armee im Kampf gegen Napoleon an.
Vom preußischen König gemieden, wird der an Podagra leidende Stein in Breslau vom Zaren aufgesucht.
5. Der heimliche Kaiser
Ricarda Huch schreibt: „Nach der Schlacht bei Leipzig wurde Stein an die Spitze der Zentralverwaltung gestellt, welche die dem Feinde wieder entrissenen Länder einstweilen regierte; er beherrschte also tatsächlich das Reich, das heißt beinahe die ganze deutsche Ländermasse außer Österreich und Preußen.“ Aber selbst Arndt sieht in dem launischen „Fürstenfeind“ Stein nicht den Retter Deutschlands. Ricarda Huchs Kommentar dazu: Stein habe die Reichskrone gesehen, aber nicht nach ihr gegriffen.
6. Der Tribun
Hardenberg und Humboldt sind gegen Steins Vorschlag, mit einem deutschen Kaiser die Fürstenwillkür zu beschränken. Eilig sichern sich Preußen, Bayern und Württemberg vertraglich die Souveränität. Mehr noch – dreist erhebt der Adel das Haupt; will seine Despotenstellung behalten. Im Kampf gegen die drohende Kleinstaaterei wird der Rheinische Merkur Steins Sprachrohr. Mit dem fanatischen Görres und dem Träumer Arndt hat sich der zunehmend machtlose Tribun Stein Verbündete gewählt, mit denen er gegen die Partikularisten unterliegt. Das deutsche Volk, auf das Stein eigentlich setzt, lässt sich noch zu sehr von dem besiegten Frankreich blenden, von dessen Despoten Napoleon, der dies und das für eine freiheitlichere Ordnung in deutschen Landen durchgesetzt hatte; zum Beispiel die Öffentlichkeit des Gerichts.
Mit Demokratie meint Stein die Herrschaft „der Gesamtheit des Volkes“. Hingegen die Herrschaft der ungebildeten Klassen lehnt er als „jakobinisch und sanskulottisch“ ab.
7. Enttäuschungen und Missverständnisse
Stein zieht sich auf Schloss Cappenberg zurück und verfolgt als Privatmann, wie die Territorialfürsten freiere Verfassungen einschränken. Stein erkennt wohl, dass nicht die junge Generation an den Einschränkungen Schuld trägt, wie zum Beispiel nach dem Fall Sand, sondern eben die Fürsten.
8. Tragisches Ende
Stein registriert die deutschen Missstände, kann aber längst nichts mehr dagegen tun. Eine „Peitsche Gottes für Deutschland“ sei zum Beispiel „das zahllose Beamtenheer“. Ricarda Huch gibt eine Anekdote zum Besten: Stein sagt zu Niebuhr in Rom, zwar hasse er den Grafen Metternich nicht, doch er würde, wenn er könnte, „ihm ins Gesicht spucken“.
9. Stein, Napoleon und Bismarck
Beim Vergleich Steins mit Napoleon verallgemeinert Ricarda Huch zunächst: „Herrschsucht ist die Leidenschaft der Romanen, Freiheit die der Germanen.“ Gleich darauf relativiert sie ihre Behauptung.
Bismarck kommt bei dem Vergleich mit Stein schlecht weg. Im Gegensatz zu Stein habe Bismarck überhaupt keine eigene Idee gehabt. Allerdings habe Bismarck sehr erfolgreich die Interessen der Bankiers und Fabrikanten, also der Sieger über die Revolutionäre von 1848, durchgesetzt. Bismarck habe – wie Stein – Erfolge durch seine Geradheit errungen – ganz im Gegensatz zum biegsamen, schmeichlerischen, diensteifrigen Adel.
10. Stein und das Mittelalter
Stein habe ein Deutsches Reich in den Grenzen des 13. Jahrhunderts vorgeschwebt – also mit dem Elsaß, der Niederlande und der Schweiz. Mit dieser Utopie steht er allein auf weiter Flur und muss fallen.
11. Deutscher Charakter
Ricarda Huch schreibt: „Stein selbst war ein Mann, der das, was er war, nicht seinem Stande sondern in erster Linie seinem Charakter... zu danken hatte, frei von Hochmut gegenüber den anderen Ständen.“ Abschließend bietet Ricarda Huch noch eine Anekdote. Arndt habe Stein 1813 auf der Fahrt von Russland nach Ostpreußen seine Verwunderung darüber ausgedrückt, dass die geschlagenen napoleonischen Offiziere unbehelligt durch Russland gekommen wären. Hätte ein russischer Anführer zum Angriff geblasen, wären die Verlierer alle ziemlich mühelos niedergemacht worden. Darauf Stein: „Ich glaube doch, ich hätte blasen lassen.“

## Rezeption
- Peter Czoik[18] meint zur Erzählabsicht, Ricarda Huch habe „politische und geistige Kräfte des Mittelalters“ für ihre Gegenwart erwecken wollen.
- Dorit Krusche[19] erkennt in Texten wie Stein Ricarda Huch „als politische Denkerin“.

## Buchausgaben
Erstausgabe
- Ricarda Huch. Stein. Mit 1 Faksimile und 26 Abbildungen. 144 Seiten. Verlag Karl König. Wien und Leipzig 1925 (verwendete Ausgabe)

Andere Ausgaben
- Ricarda Huch: Stein. Der Erwecker des Reichsgedankens. 215 Seiten. Atlantis Verlag, Berlin 1932

## Anmerkung
1. ↑  1918 bis 1927 hielt sich Ricarda Huch (mit Zwischenaufenthalten in Padua) in München auf (Baumgarten, S. 235).